# Сулејман-паша Бушатлија
Сулејман-паша Бушатлија тур. Süleyman Paşa, (у Горски вијенац: шенђер паша) био је турски паша и везир од Скадарског санџака, од 1685. до 1692. године. Потиче из феудалне Скадарске породице Бушатлије (Bushatllinjtë), био је Војсковођа који је угушио српске ослободилачке покрете у црногорском вијалету. У историји је остао упамћен због победе у битки на вртијељки. Где је победио Драгојла Николића, познатог више као Баја Пивљанина, вођу (харамбаша) млетачких герилских ратника широм балканског полуострва и медитеранских острва... са њиме и бокеље, паштровиће, његушане... То га је прославило и код самог османског султана током великог турског рата.

## Порекло
1. Порекло Сулејмана Бушатлије води од српске или албанске породице Дукађин, која је владала кнежевином дукађин. Албански историчари наводе да су преци Сулејмана Бушатлије, тада Дукађини (римокатоличке вероисповести) емигрирали за млетачку републику и касније се вратили примивши ислам. Кад постају део Османске властеле.
2. Други наводи повезују га са Црнојевићима који су владали Зетом. Јер су се неки потомци шире породице или директно од Сулејмана Бушатлије, из Албаније позвали на пред-порекло од Црнојевића.
Потомци и сродници Сулејмана Бушатлије, који су након његове смрти владали Скадарским санџаком:
- Мехмед-паша Бушатлија
- Махмуд-паша Бушатлија
- Ибрахим-паша Бушатлија
- Мустафа-паша Бушатлија

## Рана каријера
Чим је постављен за санџак-бега од Скадра, почео је да јача војску. У циљу задржавања окупиране територије и покушаја каснијег повратка Боке которске и околног приморја под османску власт. Активно је сабортирао покушаје сарадње митрополита СПЦ, Руфима Бољевића из црногорског вијалета са Бокељима, Његушанима, Брђанима и Млетачком републиком. Имао је развијену обавештајну мрежу у Боку которску и Дубровник што му је обезбеђивало благовремено деловање и спречавање покушаја побуна .

## Битка на Вртијељки (1685)
За време Великог турског рата, 7. маја 1685. година, битку су изазвали Бокељи са намером да прошире слободну територију и ослободе Црногорски вијалет од Скадарског санџака, али су Турци преко својих доушника сазнали за долазак и боравак наоружаних хајдука и морлака у Боку которску. Сулејман паша Бушатлија је тада послао опомену становницима Црногорског вијалета да ће их казнити ако буду сарађивали са Бокељима, млецима и хајдуцима.
Грбичићи су били стара српска властеоска кућа у Котору. Кавалијер Зано Грбичић је предводио млетачку експедицију у помоћ Црној Гори против Сулејмана.
Османске снаге су предвиделе намере и мобилисале своје снаге које су одмах усмерене ка Боки которској. Вишегодишње намере срба и млетака нису дочекале већу мобилизацију војно способних. И реализацију заузимања стратешких позиција Црногорског вијалета, сврсисходно одбијању османских напада. Већ су морали одмах по најави о доласку османских трупа, да изврше хитну мобилизацију и крену у битку где су им се придружује део срба из Црногорског вијалета. Османлије су победиле србе без обзира на подршку морлака (чију верност током битке, млетачки хроничари доводе у питање) и млетачке републике коју су срби имали. Тврди се да је Сулејман успео продријети на Цетиње само уз помоћ Брђана, који су се сукобили са српским племенима у црногорском вијалету.
Сулејман паша Бушатлија је након боја испунио обећање и у одмазди спалио и уништио Цетињски манастир и палату Ивана Црнојевића. Победнички су парадирали са више од 500 одрезаних српских глава кроз Цетиње. Након чега је продужио у Улцињ, одакле је бродом отпловио у Истанбул са главама Срба који су страдали у боју. Међу којима је била и глава Баја Пивљанина. Чему су сведочили дубровачки  трговци који су се тада нашли на главном тргу у Истанбулу .

## Напад на Будву (1686)
1686. године, османска војска је предвођена Сулејманом напала Будву.

## Напад на племе Кучи (1688)
У марту и мају 1688. године напао је брђанско племе племе Кучи. Кучи су под Војводом Иваном Дрекаловићем, уз помоћ Климента и Пипера. Оба пута у марту и мају су поразили војску Сулејмана, након чега су преузели Медун и запленили велике количине оружја и опреме . Разликовао је Црногорце од Брђана. Антон Болица Грбичић је 1688. писао како је његовом помоћу био одбијен Сулејман паша, који се већ повукао натраг из Подгорице у Скадар. Ванредни провидитор которски је писао сенату млетачком 1691. године како је Сулејман паша кренуо да купи харач. Тада је у Ријеци Црнојевића био неки угледни Турчин Мустафа који је 1688. године, при нападу Сулејман паше, спасио неке хришћанске породице у својој кући. Которски провидитор се бојао 1691. године да овај Мустафа не заведе црмничку и ријечку нахију на страну Сулејман паше.

## Последња Сулејманова интервенција и смрт (1692)

### Интервенција у Плав и Гусиње
Српско православно становништво у Плав и Гусиње је тада било изложено великом исељењу и страдању од стране климента, по наредби Сулејмана Бушатлије који је предводио војску ка западном делу вијалета .

### Битка на Цетиње
Срби су уз помоћ млетачке републике успели након изгубљене битке на вртијељки да остваре првобитни циљ и заузму стратешке локације у једном делу црногорског вијалета. Иако нису имали првобитно планирану, војну снагу која им је требала, чак се бележи да нека српска племена стају на страну турака тада. Убрзо је уследела мобилизација унутар скадарског пашалука. Сулејман је поново војно интервенисао у Црногорском вијалету 1692. године, овај пут војске су се суочиле у насељу Цетиње. Уз помоћ Брђана (клименти и пипери), Сулејман успева да потисне србе са већине ослобођене територије. Срби се нису предали и држали су отпор и даље на осталим деловима територије. Млетачка република је посредовала у споразуму о повлачењу бокеља из црногорског вијалета у Боку котроску са условом од 11 тачака, који су гарантовали безбедност хришћана... Договор је постигнут и срби (војници) су предвођени млетачком републиком повучени натраг у боку которску. Али могућу побуну у Плав и Гусиње нису покретали срби и млетачка република. Самим тим није остало претерано описа о разлозима или злочинима, само се злочини наводе као свирепи.
Бокељи нису успели да обнове инфраструктуру православне цркве коју је раније Сулејман паша уништио, после битке на Вртијељки. Па су током свог боравка у ослобођеном делу црногорског вијалета, млетачко утврђење претворили у нови манастир. Један бокељски одред сачињен од (Грбљана или Кртолана) је пре повлачења, за време мировних преговора тајно минирао са системом одложене експлозију цео комплекс. У циљу да буде уништен онај који покуша да спали тврђаву пренамењену у манастир, јер ватра активира експлозив. Османлије су прекршиле одмах ту једну од 11 тачака услова мира и заузели су тврђаву-манастир након повлачења срба. Дошло је до експлозије која је убила већину војника у објекту, Сулејман Бушатлија је тада био тешко рањен и то му беше последњи рат јер је Сулејман убрзо и преминуо вероватно од последица експлозије . 11 тачака услова мира који су издејствовали Млеци, је довела до повећања стандарда живота код хришћанских становника црногорског вијалета. Самим тим и постепеног ослобођења црногорског вијалета тј. некадашње провинције Зете од Турака.
Сулејман-паша Бушатлија је на Цетињу доживјео млетачко рушење Цетињског манастира. Судбина манастира је била, са Млечанима, као и манастира Тврдоша. Лагумали су га и подигли у ваздух, а то је и ранило пашу. Огорчени Турци су потом цијели манастир сравнили са земљом. Нови владика је изабран тек 1694. године у особи игумана Саве или каснијег митрополита Саве Очинића.